# Đoạn Trường Vô Thanh
Đoạn Trường Vô Thanh hay Hậu truyện Kiều là một tập truyện thơ lục bát của nhà thơ Phạm Thiên Thư, ra mắt lần đầu năm 1969. Tập thơ được nhiều nhà đánh giá cao về lời lẫn ý, được cho là tác phẩm viết tiếp truyện Kiều thành công nhất. Năm 1973, nhờ tác phẩm này mà nhà thơ họ Phạm đã đoạt giải nhất văn chương Việt Nam Cộng Hoà.

## Tác phẩm
Đoạn Trường Vô Thanh ra mắt lần đầu năm 1969, gồm 3290 câu thơ lục bát. Tập thơ mang ý nghĩa nối tiếp tác phẩm Đoạn trường tân thanh của Nguyễn Du, nhưng thay vì "Tân thanh", tác giả dùng chữ "vô thanh", nghĩa của cái tựa là "đứt ruột không tiếng", mà tác giả đã giải thích phần nào ý nghĩa của nó trong bài tựa:
| “ | Đoạn trường Sổ gói tên hoa Xưa là giọt lệ nay là hạt châu Vô thanh như tiếng reo ca bát ngát của nhật nguyệt khiến giọt lệ Vương Thúy Kiều trở thành sợi mây hồng cất cánh vèo bay qua tài mệnh nhị tướng kết nên hạt minh châu viên xá lợi của bậc nguyện vào địa ngục là thái độ tịch nhiên sấm sét của người vác thập tự trong cuộc đoạn trường là vòm trời xanh biếc Việt tính khai mở sau thi hào Nguyễn Du chiếc cầu hư ảo khói sương đưa giả tướng ngôn ngữ rã rời trong một vài trống canh mua vui dưới ngọn Hồng Lĩnh trên ba ngàn dòng thơ cô đọng cỏ hoa sau ba mươi năm tơ tưởng Thúy Kiều và thưa: Những hạt lệ đã nổi cánh thiên hương. | ” |

Tập truyện thơ chia ra làm 27 phần, mỗi phần có tên riêng, nội dung kể tiếp cuộc đời cô Kiều từ sau khi hội ngộ với Kim Trọng. Về nghệ thuật, ngoài giọng thơ nhẹ nhàng mang phong vị thiền đặc trưng của Phạm Thiên Thư ra, có những nét đáng chú ý:
- Từ đầu tới cuối chuyện tác giả không sử dụng điển tích Tàu. Đây là điểm khác dễ thấy nhất với truyện Kiều của Nguyễn Du. Tác phẩm có dùng tích theo kiểu văn chương xưa nhưng là từ các chuyện dân gian và lịch sử Việt Nam: Mai An Tiêm, Từ Thức, Thánh Gióng, Lưu Thần, Nguyễn Triệu, Trần Hưng Đạo...
- Tác giả đã thoát khỏi lối mô tả ước lệ tượng trưng ngày xưa (của Nguyễn Du, Nguyễn Đình Chiểu...), mà thiên về diễn tả sao cho thấm thía, sâu sắc những cảm xúc nội tâm của nhân vật.
- Về bút pháp thì đa phần vẫn trung thành với lối kể chuyện tự nhiên, giản dị, dùng nhiều từ ngữ dân gian của Nguyễn Du, ví dụ: Được thua một trận cười ròn/Cái chi còn lại - họa còn văn chương, Rõ là cái chết anh hùng/ Khiến lòng ta mãi vô cùng xót xa...